# Oigney
Oigney is een gemeente in het Franse departement Haute-Saône (regio Bourgogne-Franche-Comté) en telt 51 inwoners (2011). De plaats maakt deel uit van het arrondissement Vesoul.

## Geografie
De oppervlakte van Oigney bedraagt 8,2 km², de bevolkingsdichtheid is dus 6,2 inwoners per km².
De gemeente ligt in een lichtgolvend landschap aan de oostrand van het plateau van Langres en bij de hoogten van Cherlieu. Het overgroot deel van haar oppervlakte is landbouwgrond.
De onderstaande kaart toont de ligging van Oigney met de belangrijkste infrastructuur en aangrenzende gemeenten.

## Demografie
Onderstaande figuur toont het verloop van het inwonertal (bron: INSEE-tellingen).